# Gloria Melgar
Gloria Melgar Sáez (Madrid, 18 de diciembre de 1859 - Sаnt Just Desvern, 30 de abril de 1938) fue una compositora y pintora española, que también colaboró en las actividades periodísticas emprendidas por su madre, la escritora Faustina Sáez de Melgar.

## Biografía
Gloria Melgar Sáez nació en el seno de una familia de clase media madrileña, formada por la escritora Faustina Sáez de Melgar y Valentín Melgar Chicharro. Su vida, educación y actividades estuvieron condicionadas por la avanzada mentalidad de su madre y sus múltiples actividades en el campo de la literatura, el periodismo y la pedagogía, algo que, sin duda, favoreció su esmerada educación y su temprana orientación hacia la educación musical. Se tiene constancia de su aprendizaje musical, al menos desde 1869, fecha en la que acudía a las clases de piano, situación que probablemente se mantendría hasta principios de 1871 fecha en la que cesó la actividad de este centro educativo. En 1875, Gloria asistió también a las clases del Conservatorio de Música de Madrid donde cursaba lo que se denominaba estudios de aplicación que incluían las asignaturas de solfeo, canto y piano; recibiendo además clases particulares, al menos de dibujo, francés y equitación.

Realizaba su actividad musical al mismo tiempo que ocupaba el cargo de Bibliotecaria y Tesorera interina de la Sociedad de Amigos de las Letras de Madrid, dentro de su 2ª Sección dedicada al Fomento de las Buenas Lecturas presidida por la Condesa de Carlet. En junio de 1879, poco antes de trasladarse a vivir en París, presentó su dimisión del cargo. Esta actividad puede encuadrase dentro de las que se han venido a denominar como trabajos caritativos que con frecuencia desempeñaron las mujeres durante siglo XIX, antes de su verdadera incorporación al desempeño de actividades laborales plenas. 

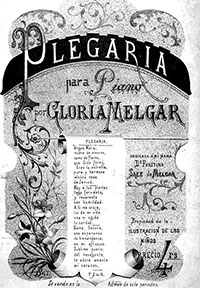
Composición Musical de Gloria Melgar, publicada en la revista la Ilustración de niños

En octubre de 1880 traslada su residencia a París, en compañía de su madre y su hermana Virginia; residiendo en la capital francesa hasta 1887 fecha en la que regresó a España, instalándose nuevamente en Madrid, junto a su madre. Uno de los motivos con los que su madre justificó este viaje a la capital era que Gloria pudiese avanzar en formación musical con la intención de que desarrollara profesionalmente una carrera musical; por ello y dado que en España no había podido hacerlo al estarle vedados a la mujer los estudios musicales superiores su opción fue intentar hacerlo en la capital francesa; no obstante, sus deseos no se cumplieron, ya que al igual que en España en Francia la mujer tampoco tenía acceso a los estudios superiores de Música; de forma que aunque asistió a clases en el Conservatorio de Música y Declamación de París para perfeccionar su técnica como pianista y continuó realizando composiciones musicales; optó por aprender un nuevo arte; en este caso la pintura; comenzando a recibir clases de pintura sobre porcelana en un intento de ampliar sus posibilidades profesionales añadiendo el dominio de esta nueva disciplina a sus actividades artísticas. 
Gloria continuaba, como ya era habitual, ayudando a su madre en sus diferentes actividades, básicamente en las periodísticas colaborando con ella en la edición de las diferentes revistas que publicó y/o dirigió durante su estancia en Francia especializándose en la sección de moda; actividad que siguió desarrollando con continuidad tras su regreso a España y hasta su fallecimiento de su madre en marzo de 1895.
A partir de este momento Gloria tuvo que trasladarse a vivir a Villamanrique de Tajo donde residía su padre quién, tras su regreso de colonias y una vez jubilado, se había instalado en la casa familiar de su esposa; esta circunstancia y dado que él no había sido nunca partidario de que su hija se dedicara profesionalmente a sus actividades artísticas, estas se vieron grandemente afectadas pudiendo decirse que prácticamente cesaron. Su padre falleció en enero de 1899, Gloria continuó viviendo en el pueblo y pasando también temporadas con su hermana, Virginia, y su familia; durante la Guerra Civil y dadas las difíciles circunstancia que se vivían en Madrid, ambas se trasladaron a San Justo Desvern donde vivieron unos meses; allí se produjo el fallecimiento de Gloria el 30 de abril de 1938; sus restos fueron trasladados posteriormente al cementerio de Villamanrique de Tajo donde actualmente permanece enterrada junto al resto de su familia.

## Actividades Musicales
Con 18 años recién cumplidos, en enero de 1878, Gloria se inscribió como miembro de la Asociación General de Escritores y Artistas, quedando incluida en ella con el número de socio 744, dejando claro que sus intenciones eran ejercer como tal. En abril de 1879 el periódico madrileño La Ilustración de los Niños publicó la que parece ser su primera composición musical una pieza para canto con acompañamiento de piano en la que ponía música a un poema de su madre, del que tomaba su título: Plegaria, esta obra fue incluida fue incluida por su madre en su libro pedagógico: La semana de los niños publicado en 1882 por la editorial catalana de los Hermanos Bastinos en 1882. Su segunda pieza data de 1880, en ella trabaja nuevamente sobre el poema de su madre titulado Salve, al que pone música para ser acompañado con órgano o piano y que aparece publicado bajo el título de: Salve con acompañamiento para órgano y piano y que será incluida en otras dos obras educativas de su madre: Páginas para las niñas en 1881 y Flores del Alma de 1889; Pedro Arno, autor de libros pedagógicos, la incluyó también en su obra Cantos Escolares publicada en 1897.
Una vez en París, Gloria, acudió al Conservatorio de Música y Declamación a cursar estudios de Música y al no poder optar por los estudios superiores debieron consistir en perfeccionar su técnica como pianista dedicación que vio recompensada con un primer premio en la categoría de piano. 
En 1881 aparece una nueva obra musical, en este caso una romanza para canto con acompañamiento al piano titulada: En el valle, esta pieza fue publicada en el número 12 del Año VIII correspondiente a la II Época de la revista La Violeta, fechado el 19 de diciembre de 1884, que publicaba su madre en París como regalo para sus lectores. Durante el año 1893 la revista que dirigía su madre en Madrid, titulada La Canastilla de la Infancia entregó, también como regalo a las lectoras varias piezas de Gloria: En el Valle entregada con el número publicado el 19 de marzo; la Salve fue entregada con el número del 30 de abril; el 11 de junio se regaló Plegaria; Rigodón se entregó con el número del 2 de julio y, por último el 24 de septiembre fue entregada otra obra de su autoría bajo el título de Melodía.

## Actividad pictórica
Posiblemente influenciada por auge que la educación artística de la mujer había adquirido en Francia desde mediados del siglo XIX y el movimiento inglés Arts and Crafts fundado por William Morris, así como el incremento que poco a poco iba teniendo la presencia femenina en la creación de objetos de arte; Gloria debió pensar que era un campo en el que podría abrirse camino en caso de fracasar su actividad musical; decantándose por el aprendizaje de la pintura sobre porcelana; para ello acudió al taller de la especialista francesa Blanche Pierron aprendiendo la técnica y comenzando pronto a trabajar como pintora de porcelana. 
En 1884 participó en la exposición que organizó en Madrid la Asociación de Escritores y Artistas y que se realizó en las recién construidas Escuelas Aguirre que fueron cedidas por sus propietarios para la realización de este evento, cuya inauguración tuvo lugar el 30 de noviembre de 1884 por los Reyes de España y las Infantas Dª Isabel y Dª Eulalia, Gloria participó en esta exposición con dos obras, siendo una de ellas el Retrato de la Infanta María Paz de Borbón, recibiendo por esta participación una Mención Honorífica. En 1887 participó en la Exposición Nacional de Pintura con tres obras: Argelina rica con traje del país ; Ramilletera, Luis XV y el retrato del Excmo. Sr. D.R.Z., participó también en la Nacional de 1890, en esta ocasión con una sola obra: Retrato del Sr. Sagasta.
En 1893 participó en la Exposición Universal de Chicago, en la que la contribución femenina tuvo una significación especial, ella envió cinco obras: Retrato del Exmo. Sr. D. Praxedes Mateo Sagasta, Retrato de señora, Ramilletera, Luis XV, Maja y Argelina rica; como reconocimiento a su trabajo le fue concedido un Diploma por su calidad técnica y compositiva. Además de estas obras que sabemos presentó a certámenes y exposiciones, su familia conserva otras de sus obras, unas están fechadas y otras no; de 1884 son: Retrato de Valentín Melgar, Paisaje nocturno, río, Niña en ocres siguiendo a Greuze y Fleurs de printems copia de un cuadro del pintor francés M. Chapin; de 1885: Retrato de Faustina Sáez de Melgar; en 1887 están fechadas: Maja en el jardín y Bois de Bouglogne. Le soir; de 1892: un plato de porcelana que reproduce una escena de pintura galante que podemos describir como una pareja al borde del agua.